# 火槍魷
火槍魷（学名：Loliolus (Nipponololigo），又名火槍烏賊，为槍魷科擬槍魷屬(日本槍魷亞屬)下的一个种。

## 扩展阅读
- 維基物種上的相關：火槍魷